# 엘리안과 빛나는 마법 모험
"엘리안과 빛나는 마법 모험"(영어: Spellbound)은 2024년 공개된 미국의 뮤지컬 판타지 애니메이션 영화로, 비키 젠슨이 감독을 맡았다.

## 출연

### 주연
- 레이첼 지글러 : 엘리언 역
- 존 리스고 : 볼리나르 장관 역
- 제니퍼 루이스 : 나자르 프론 장관 역
- 하비에르 바르뎀 : 솔론 역
- 니콜 키드먼 : 엘스미어 역

### 조·단역
- 네이단 레인 : 루노 역
- 타이터스 버지스 : 써니 역

## 참고 사항
- Apple TV+에서 공개 예정이었으나 제작 중에 스카이댄스 애니메이션이 애플 스튜디오와의 파트너십이 종료되었다. 스카이댄스가 새로운 파트너로 넷플릭스와 손을 잡으면서, 양 사 간의 계약 후 넷플릭스를 통해 공개되는 첫 작품이 되었다.